# Mare Humorum
Mare Humorum, fuktiga havet, är ett mindre cirkelformat månhav på månens närsida. 

## Namngivning
Mare Humorum fick sitt namn av den italienska astronomen Giovanni Battista Riccioli. Månhavet har tidigare namngetts Anticaspia (motsatt det kaspiska havet) av Pierre Gassendi.

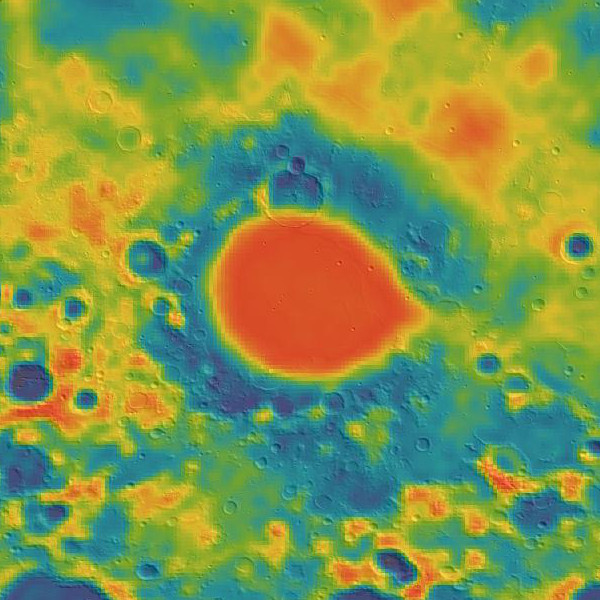
Gravitationskarta av Mare Humorum.